# Filippo Giudice Caracciolo
Pour les articles homonymes, voir Giudice et Caracciolo.
Filippo Giudice Caracciolo (né le 27 mars 1785 à Naples et mort le 29 janvier 1844 à Naples) est un cardinal italien du XIXe siècle.
Les autres cardinaux de sa famille sont Marino Ascanio Caracciolo (1535), Innico Caracciolo, seniore (1666), Innico Caracciolo, iuniore (1715), Niccolò Caracciolo (1715), Giovanni Costanzio Caracciolo (1759) et Diego Innico Caracciolo (1800).

## Biographie
Filippo Giudice Caracciolo entre dans la Congrégation de l'Oratoire en 1802. Il est nommé évêque de Molfetta en 1820 et archevêque de Naples en 1833. Le pape Grégoire XVI le crée cardinal lors du consistoire du 29 juillet 1833. Il participe au conclave de 1846, lors duquel Pie IX est élu pape.

## Succession apostolique
Filippo Giudice Caracciolo a ordonné les évêques suivants :
- Évêque Ferdinando Siciliani (1828)
- Évêque Ferdinand Corbi (1833)
- Archevêque Marino Paglia (1835)
- Évêque Pietro Gravina Luzzena (1836)
- Évêque Gennaro Saladino (1837)
- Évêque Raffaele Serena (1837)
- Évêque Francesco Capezzuti (1838)
- Évêque Camillo Letizia, C.M. (1838)
- Évêque Alessandro Scialdone (1839)